# Fujiwara no Teika
Fujiwara no Teika (藤原定家?  , 26 de septiembre de 1162-1241), también conocido como Fujiwara no Sadaie o Sada-ie, fue un poeta waka japonés, crítico, novelista, calígrafo, antologista, escriba y erudito del final del período Heian y del principio del período Kamakura. Su influencia fue enorme, aún hoy se lo cuenta entre los más grandes poetas de Japón y quizá el más grande maestro de la poesía waka, una antigua forma poética que consiste en cinco líneas con un total de 31 sílabas y autor de Meigetsuki.

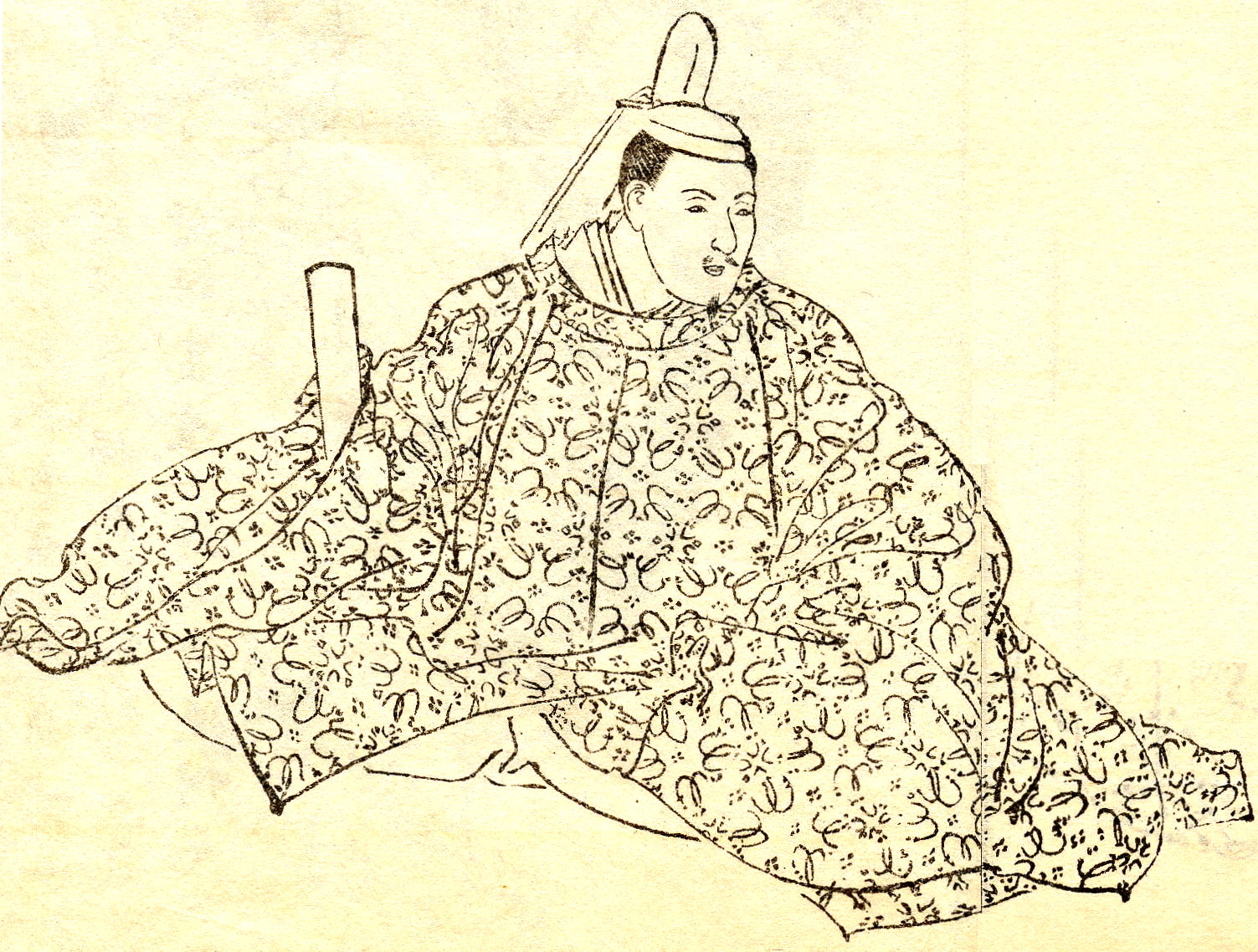
Fujiwara no Teika, por Kikuchi Yosai.

Sus fuertes ideas en composición poética fueron extremadamente influenciantes y estudiadas durante el final de la Era Meiji. Miembro de un clan de poetas, Teika fue hijo del renombrado poeta Fujiwara no Shunzei. Después de tener la atención del emperador enclaustrado Go-Toba, Teika comenzó su distinguida carrera, abarcando múltiples áreas de interés estético. Su relación con Go-Toba al comienzo fue cordial y este le encargaba compilaciones de antologías, pero más tarde resultó expulsado de la corte del emperador. Aun así sus descendientes y sus ideas dominaron la poesía clásica japonesa durante siglos.
- Datos: Q378425
- Multimedia: Fujiwara no Teika / Q378425